# Aggiornamento

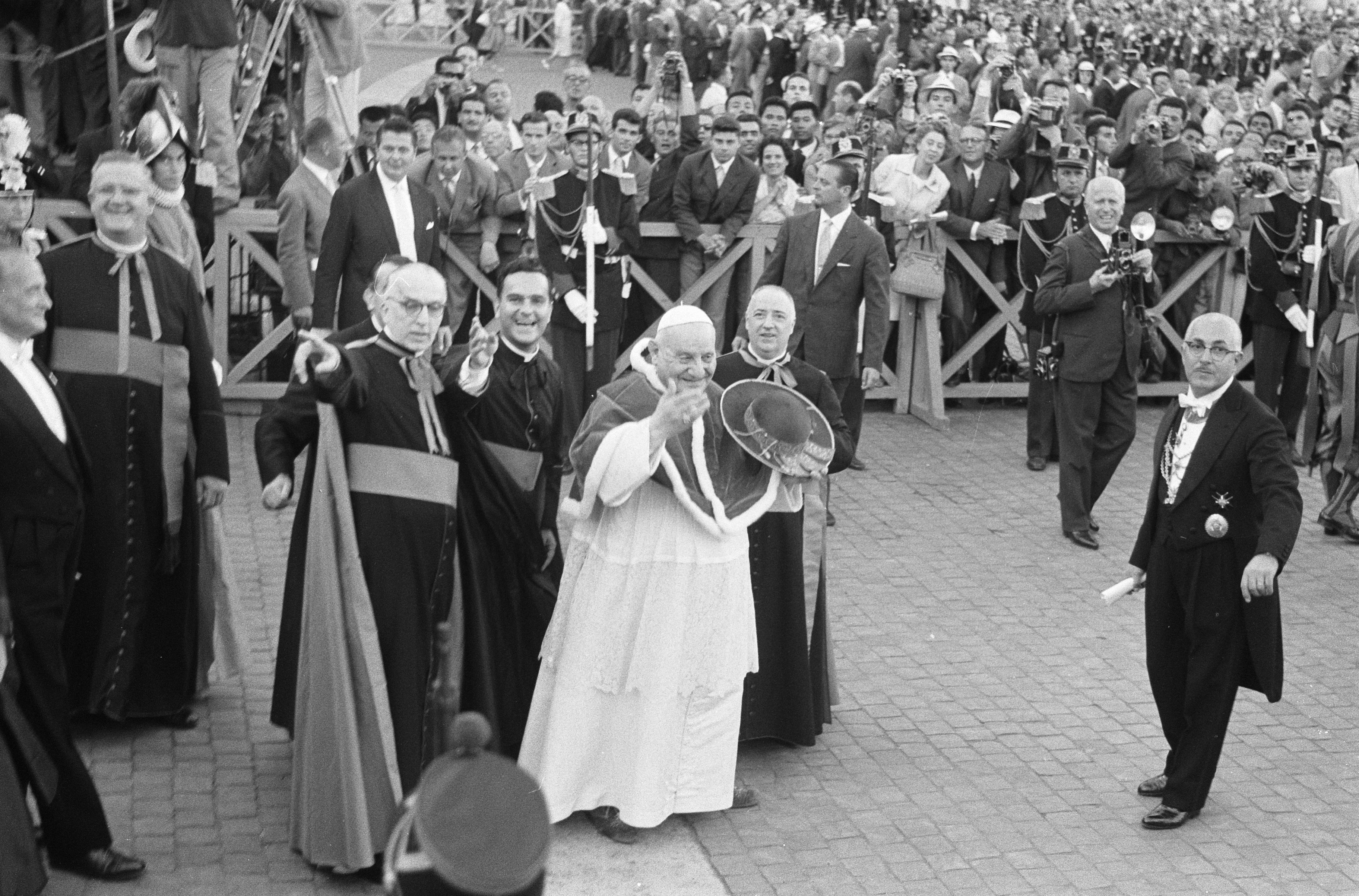
Le pape Jean XXIII aux Jeux olympiques de Rome en 1960.

« Aggiornamento » est un terme italien signifiant littéralement « mise à jour ». Il fut utilisé à la fois par les évêques de l'Église catholique et les médias pendant le concile Vatican II (1962-1965) pour désigner une volonté de changement dans la religion, de modification et d’adaptation à la modernité.

## L'aggiornamento et le concile Vatican II

### Une expression associée à Jean XXIII
L'expression est souvent attribuée au pape Jean XXIII. Dans le discours du 25 janvier 1959 où il annonce la convocation du concile, le pape emploie effectivement le terme « aggiornamento », mais dans ce texte il l'applique seulement pour appeler à mettre à jour le Code de droit canonique, mise à jour qui ne sera d'ailleurs effective qu'en 1983.
D'après le journal La Croix du 16 juin 1959, Jean XXIII déclare le 14 juin 1959 lors d'une audience accordée aux professeurs et étudiants du séminaire grec de Rome qu'il est nécessaire que le catholicisme « se mette à jour » (aggiornamento) avant de lancer un appel à l'unité des chrétiens, « tellement il y a d'évolution dans le monde moderne et dans le genre de vie qu'ils doivent mener », mais on ne trouve rien de tel dans le compte rendu de cette audience publié dans l'Osservatore Romano du 17 juin,.
Le 29 juin 1959, dans l'encyclique Ad Petri Cathedram, il assigne au concile la tâche de « mettre à jour (aggiornare) la discipline ecclésiastique suivant les nécessités de notre temps ».
Le 28 juin 1961, Jean XXIII s'adresse à un groupe de Pères du Saint-Sacrement et leur dit :

« Le Concile œcuménique veut atteindre, embrasser, sous les ailes déployées de l'Église catholique, l'héritage entier de Notre-Seigneur Jésus-Christ. Dieu veuille qu'au travail concernant la condition de l'Église et son adaptation aux nouvelles circonstances (en italien : aggiornamento) après vingt siècles de vie - et c'est là la principale tâche - s'ajoute, du fait de l'édification que nous pourrons donner, mais spécialement grâce à la toute-puissance de Dieu, un autre résultat : l'acheminement vers le regroupement de tout le troupeau mystique de Notre-Seigneur,,. »

Le 1er août 1962, dans son discours au pèlerinage international des ministres de l'autel, il dit : « Dans cette perspective, vous donnez votre contribution à la réussite du deuxième concile œcuménique, qui se veut être un concile de mise à jour (aggiornamento) principalement dans la plus profonde connaissance et l'amour de la vérité révélée, dans la ferveur de la piété, et dans la sainteté de vie ».
Une citation non datée nous provient de Don Hélder Câmara via José de Broucker. Elle prend un relief tout particulier quand on sait que Jean XXIII est de formation historienne. « Il faut secouer la poussière impériale qui s'est déposée depuis Constantin sur le trône de Saint Pierre ».
Selon Émile Poulat, Jean XXIII use de ce terme faute de pouvoir utiliser celui de « réforme » qui évoque la réforme protestante. L’ouvrage d’Yves Congar Vraie et fausse réforme dans l’Église, paru en 1950, avait valu à son auteur de multiples tracasseries de la part des autorités romaines.
On peut aussi remonter à l'époque où Jean XXIII était patriarche de Venise et déclarait, dans sa lettre au peuple de Venise du 8 octobre 1957, à quelques semaines de l'ouverture d'un synode diocésain :

« Vous avez déjà entendu le mot aggiornamento répété tant de fois. Voyez-vous, notre Sainte Église toujours jeune prend l'attitude de suivre les divers tournants des circonstances de la vie dans le but d'adapter, corriger, améliorer et se remplir de ferveur. Telle est donc, en résumé, la nature du synode, tel est son but. »

Il existait en effet depuis les années 1950 en Italie une « semaine nationale de mise à jour pastorale » (settimana nazionale di aggiornamento pastorale), que le pape Pie XII introduisait en 1956 dans les termes suivants :

« Le "Centre d'orientation pastorale" est né à Milan en septembre 1953, à l'Institut des Hautes Études "Didascaleion". Bien qu'il ait été initialement limité au diocèse ambrosien, il a rapidement ressenti le besoin de se répandre dans toute l'Italie avec un triple objectif : 1 - mettre à jour (aggiornare) le clergé et les mouvements laïcs catholiques en tendant à prospérer dans la vie chrétienne, à éclairer sa profonde valeur à la lumière de la théologie dogmatique et morale, de la sociologie et de l'histoire; 2 - étudier les engagements directifs qu'ils doivent prendre et les moyens pratiques qui doivent être utilisés pour une action brillante et féconde, 3 - mettre en œuvre un accord de coordination de l'activité pastorale, qui pose en Italie des problèmes généraux. »

Dans l'encyclique Ecclesiam Suam, le pape Paul VI attribue en tout cas la fortune du terme "aggiornamento" à son prédécesseur et définit le contenu qu'il entend donner à ce terme : « L'expression popularisée par Notre vénéré Prédécesseur Jean XXIII, aggiornamento, Nous restera toujours présente pour exprimer l'idée maîtresse de Notre programme ; Nous avons confirmé que telle était la ligne directrice du Concile, et Nous le rappellerons pour stimuler dans l'Église la vitalité toujours renaissante, l'attention constamment éveillée aux signes du temps, et l'ouverture indéfiniment jeune qui sache « vérifier toute chose et retenir ce qui est bon » (1Th, 5, 21), en tout temps et en toute circonstance. ».

### Analyses ultérieures
Des commentateurs ultérieurs, comme le cardinal Biffi, ont fait valoir que la notion d'aggiornamento ne représentait pas le cœur de la pensée du pape Jean, qui avait plutôt fixé au concile, comme travail et comme objectif, le "renouvellement interne de l’Église". Selon ce cardinal, le terme "aggiornamento", trop ambigu, pouvait laisser croire que l'Église cherchait à être « le plus conforme possible non pas au dessein éternel du Père et à sa volonté de salut (comme elle avait toujours cru devoir le faire lors de ses tentatives de juste "réforme"), mais à la "journée" (à l’histoire temporelle et terrestre). Ainsi, il donnait l’impression de céder à la "chronolâtrie", pour utiliser ce terme réprobateur créé par la suite par Jacques Maritain ».
En octobre 2012, à l'occasion du cinquantième anniversaire de l'ouverture du concile, le pape Benoît XVI revient sur le terme « aggiornamento ». Reconnaissant que le choix du terme est toujours objet de débat, il souligne en revanche la pertinence du concept, en l'associant à l'idée de Tradition vivante. Le pape compare ainsi le christianisme au développement harmonieux d'un arbre « qui est, pour ainsi dire, dans une aurore « permanente », est toujours jeune. Et cette actualité, cet « aggiornamento », ne signifie pas rupture avec la tradition, mais en exprime la vitalité continuelle ». La foi ne doit dès lors être soumise ni aux modes ni aux opinions de l'époque, mais doit au contraire « amener « l’aujourd’hui » de notre temps dans « l’aujourd’hui » de Dieu ».

## Appropriation de l'expression dans des domaines non religieux
Plus généralement, par extension, le terme « aggiornamento » fait référence à une actualisation, une mise à jour de connaissances, de point de vue, de doctrine spirituelle, intellectuelle ou politique, visant à être plus en phase avec la société moderne et à prendre en compte ses évolutions les plus récentes.
L'aggiornamento permet ainsi une entrée dans la modernité ; il implique une acceptation au moins partielle des conditions de vie et des données de la société contemporaine.
Parfois, il fait suite à une période plus rigoureuse, plus conventionnelle et conservatrice ; par contraste, il marque alors une volonté de transition.
En Europe, le terme d'aggiornamento a été appliqué aux partis socialistes d'Europe de l'Ouest qui ont tous amorcé un virage idéologique en acceptant l'économie de marché : New Labour au Royaume-Uni, Parti social-démocrate d'Allemagne vers 2003, Démocrates de gauche en Italie vers 1998, et en France, le Parti socialiste lorsqu'il a changé la ligne de son parti.[réf. souhaitée]

## «Ouvrir la fenêtre»
Une autre expression, imagée, est souvent attribuée à Jean XXIII : l'idée d'ouvrir la ou les fenêtre(s) de l'Église pour y faire entrer l'air frais. Hans Küng la mentionne dès le mois de mai 1963 comme étant la révélation d'une conversation privée qu'aurait eue le pape à une date indéterminée et recueillie par une « source bien informée » anonyme.
Pour Guy Gilbert, l'interlocuteur du pape ayant fait connaître l'expression est un « évêque africain ».
Comme le remarque Rama P. Coomaraswamy, la métaphore de l'ouverture des fenêtres et de l'entrée de l'air frais n'est pas nouvelle car elle a été employée dès 1908 par George Tyrrell dans sa réponse au cardinal Mercier.
L'image de la fenêtre ouverte et de l'air frais est utilisée en 2010 par le cardinal Christoph Schönborn dans un article du journal gratuit viennois Heute où il rend compte d'une visite à la ville natale de Jean XXIII.